# Ctenophthalmus
Ctenophthalmus är ett släkte av loppor. Ctenophthalmus ingår i familjen mullvadsloppor.

## Dottertaxa tillCtenophthalmus, i alfabetisk ordning[1]
- Ctenophthalmus acanthurus
- Ctenophthalmus acuminatus
- Ctenophthalmus acunus
- Ctenophthalmus acutilobatus
- Ctenophthalmus agyrtes
- Ctenophthalmus allisoni
- Ctenophthalmus allousei
- Ctenophthalmus andorrensis
- Ctenophthalmus angolensis
- Ctenophthalmus angulosus
- Ctenophthalmus ansorgei
- Ctenophthalmus apertus
- Ctenophthalmus aprojectus
- Ctenophthalmus arcanus
- Ctenophthalmus arvalis
- Ctenophthalmus assimilis
- Ctenophthalmus atomus
- Ctenophthalmus audax
- Ctenophthalmus bacopus
- Ctenophthalmus baeticus
- Ctenophthalmus baueri
- Ctenophthalmus bifidatus
- Ctenophthalmus bifurcus
- Ctenophthalmus bisoctodentatus
- Ctenophthalmus bithynicus
- Ctenophthalmus blandulus
- Ctenophthalmus bogatschevi
- Ctenophthalmus breviatus
- Ctenophthalmus breviprojiciens
- Ctenophthalmus bureschi
- Ctenophthalmus caballeroi
- Ctenophthalmus caecus
- Ctenophthalmus calceatus
- Ctenophthalmus capriciosus
- Ctenophthalmus caucasicus
- Ctenophthalmus chionomydis
- Ctenophthalmus chrysochloridis
- Ctenophthalmus congener
- Ctenophthalmus congeneroides
- Ctenophthalmus coniunctus
- Ctenophthalmus contiger
- Ctenophthalmus cophurus
- Ctenophthalmus costai
- Ctenophthalmus crudelis
- Ctenophthalmus cryptotis
- Ctenophthalmus dagestanicus
- Ctenophthalmus debrauwerei
- Ctenophthalmus devignati
- Ctenophthalmus digitosignatus
- Ctenophthalmus dilatatus
- Ctenophthalmus dinormus
- Ctenophthalmus dolichus
- Ctenophthalmus dolomydis
- Ctenophthalmus dux
- Ctenophthalmus edwardsi
- Ctenophthalmus egregius
- Ctenophthalmus elblae
- Ctenophthalmus engis
- Ctenophthalmus eothenomus
- Ctenophthalmus eumeces
- Ctenophthalmus euxinicus
- Ctenophthalmus evidens
- Ctenophthalmus exiensis
- Ctenophthalmus eximius
- Ctenophthalmus expansus
- Ctenophthalmus fissurus
- Ctenophthalmus flagellatus
- Ctenophthalmus formasanus
- Ctenophthalmus francai
- Ctenophthalmus fransmiti
- Ctenophthalmus friedericae
- Ctenophthalmus gansuensis
- Ctenophthalmus ghanensis
- Ctenophthalmus gigantospalacis
- Ctenophthalmus gilliesi
- Ctenophthalmus golovi
- Ctenophthalmus graecus
- Ctenophthalmus gratus
- Ctenophthalmus haagi
- Ctenophthalmus harputus
- Ctenophthalmus hispanicus
- Ctenophthalmus hoogstraali
- Ctenophthalmus hopkinsi
- Ctenophthalmus hottentotus
- Ctenophthalmus hypanis
- Ctenophthalmus inornatus
- Ctenophthalmus intermedius
- Ctenophthalmus iranus
- Ctenophthalmus jeanneli
- Ctenophthalmus kazbek
- Ctenophthalmus kirschenblatti
- Ctenophthalmus laxiprojectus
- Ctenophthalmus leptodactylus
- Ctenophthalmus levanticus
- Ctenophthalmus lewisi
- Ctenophthalmus longiprojiciens
- Ctenophthalmus luberensis
- Ctenophthalmus lui
- Ctenophthalmus lushuiensis
- Ctenophthalmus lycosius
- Ctenophthalmus machadoi
- Ctenophthalmus microphthalma
- Ctenophthalmus milenkovici
- Ctenophthalmus monticola
- Ctenophthalmus moratus
- Ctenophthalmus nairicus
- Ctenophthalmus natalensis
- Ctenophthalmus niethammeri
- Ctenophthalmus nifetodes
- Ctenophthalmus nigeriensis
- Ctenophthalmus nivalis
- Ctenophthalmus nobilis
- Ctenophthalmus nyikensis
- Ctenophthalmus obtusus
- Ctenophthalmus olbius
- Ctenophthalmus ominosus
- Ctenophthalmus orientalis
- Ctenophthalmus orphilus
- Ctenophthalmus parcus
- Ctenophthalmus parthicus
- Ctenophthalmus particularis
- Ctenophthalmus parvus
- Ctenophthalmus peregrinus
- Ctenophthalmus phyris
- Ctenophthalmus pilosus
- Ctenophthalmus pisticus
- Ctenophthalmus pollex
- Ctenophthalmus proboscis
- Ctenophthalmus prorogatus
- Ctenophthalmus proximus
- Ctenophthalmus pseudagyrtes
- Ctenophthalmus quadratus
- Ctenophthalmus reconditus
- Ctenophthalmus reductus
- Ctenophthalmus rettigi
- Ctenophthalmus rostigayevi
- Ctenophthalmus ruris
- Ctenophthalmus russulae
- Ctenophthalmus sanborni
- Ctenophthalmus savii
- Ctenophthalmus secundus
- Ctenophthalmus shovi
- Ctenophthalmus singularis
- Ctenophthalmus smithersi
- Ctenophthalmus solutus
- Ctenophthalmus spalacis
- Ctenophthalmus spiniger
- Ctenophthalmus stenurus
- Ctenophthalmus stirps
- Ctenophthalmus strigosus
- Ctenophthalmus taiwanus
- Ctenophthalmus tecpin
- Ctenophthalmus teres
- Ctenophthalmus tertius
- Ctenophthalmus tibarenus
- Ctenophthalmus triodontus
- Ctenophthalmus truncatus
- Ctenophthalmus turcicus
- Ctenophthalmus ubayensis
- Ctenophthalmus uncinatus
- Ctenophthalmus wagneri
- Ctenophthalmus vanhoofi
- Ctenophthalmus verutus
- Ctenophthalmus wladimiri
- Ctenophthalmus wranghami
- Ctenophthalmus xiei
- Ctenophthalmus yunnanus
- Ctenophthalmus zhejiangensis